# 8. pařížský obvod
8. pařížský obvod (francouzsky: 8e arrondissement de Paris) též nazývaný Elysejský obvod (Arrondissement de l'Élysée) je městský obvod v Paříži. Název je odvozen od Elysejského paláce, sídla francouzských prezidentů. V tomto obvodu má své sídlo rovněž francouzské ministerstvo vnitra a například také významná společnost EDF. Také zde najdeme mnoho zahraničních ambasád, především USA a dále např. Číny, Norska, Španělska, Alžírska, Ekvádoru nebo Zimbabwe.

## Poloha
8. obvod leží na pravém břehu Seiny. Na jihu hraničí přes řeku se 7. obvodem, na západě jej odděluje od 16. obvodu Avenue Marceau, severozápadní hranici se 17. obvodem tvoří Avenue de Wagram, se stejným obvodem hraničí i na severu (Boulevard de Courcelles a Boulevard des Batignolles) a na východě sousedí jednak s 9. obvodem (ulice Rue d'Amsterdam, Rue du Havre, Rue Tronchet a Rue Vignon) a dále s 1. obvodem (Rue Saint-Florentin a Place de la Concorde).

## Demografie
V roce 2006 měl obvod 37 368 obyvatel a hustota zalidnění činila 9 631 obyvatel na km2. Zdejší obyvatelé tvoří zhruba 1,7% pařížské populace.

## Politika a správa
Radnice 8. obvodu sídlí v Hôtel Cail na ulici Rue de Lisbonne č. 3. Současným starostou je od roku 2014 Jeanne d'Hauteserre za stranu Les Républicains.

## Městské čtvrti
Tento obvod se dělí na následující administrativní celky:
1. Quartier des Champs-Élysées
2. Quartier du Faubourg-du-Roule
3. Quartier de la Madeleine
4. Quartier de l'Europe

Podle oficiálního číslování pařížských městských čtvrtí mají tyto čtvrtě čísla 29-32.

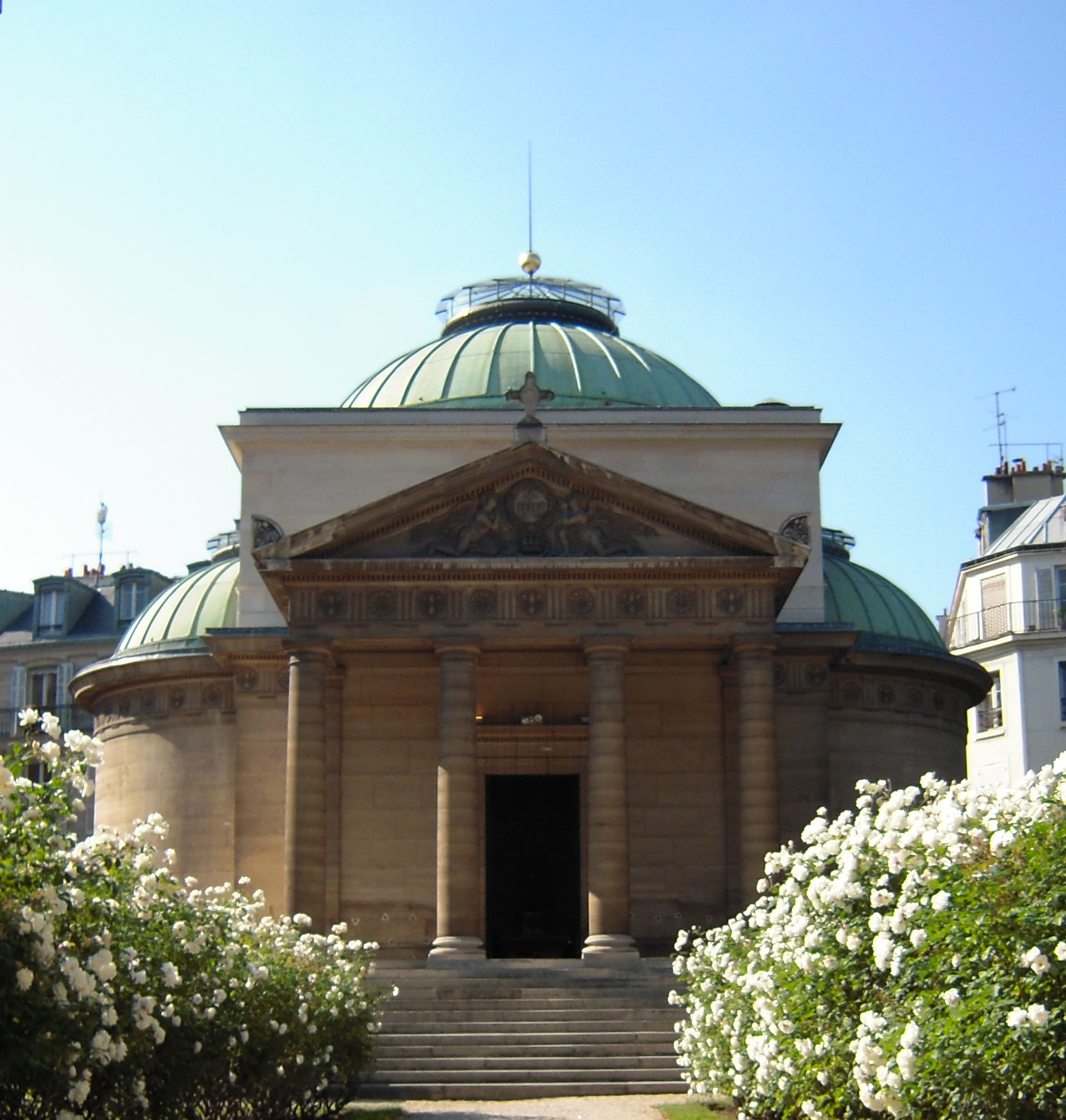
Chapelle expiatoire

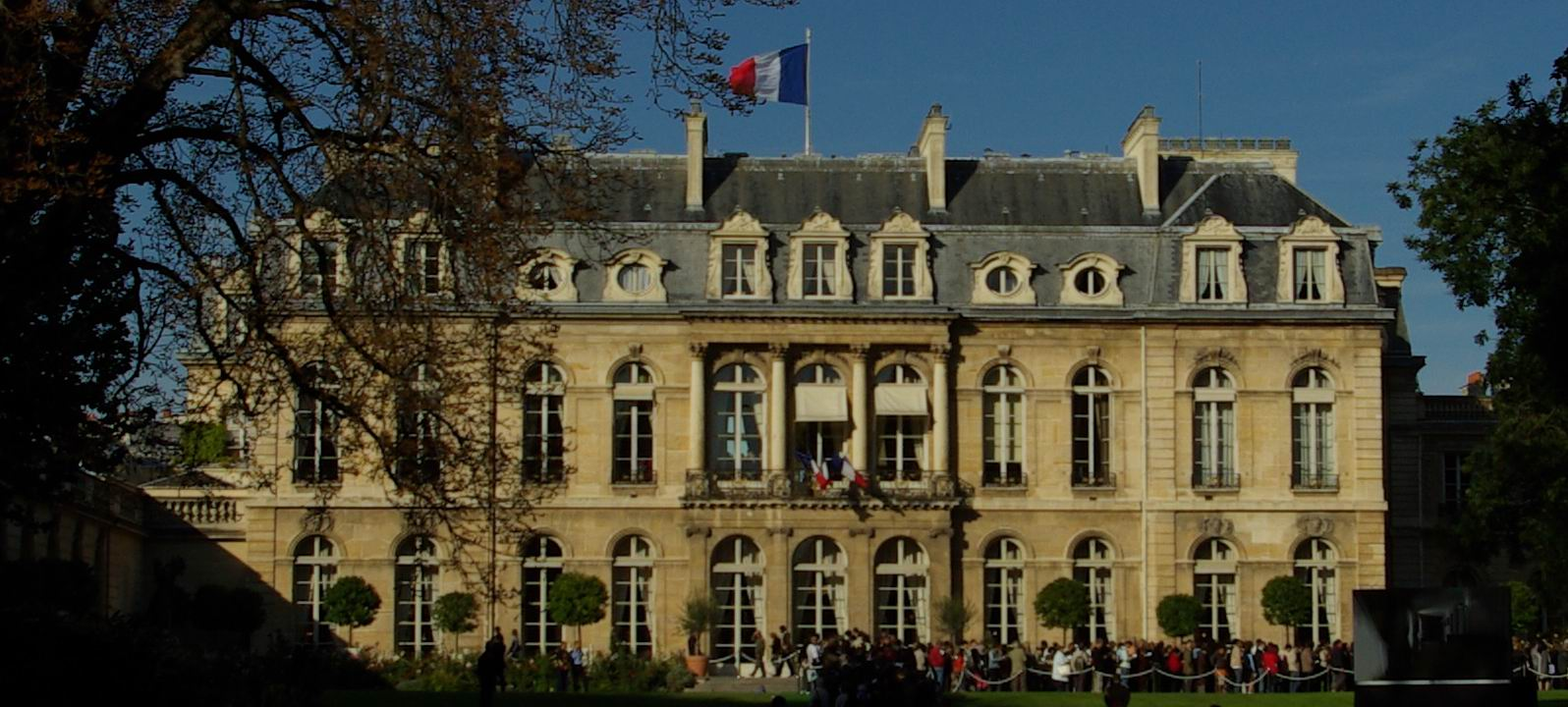
Elysejský palác

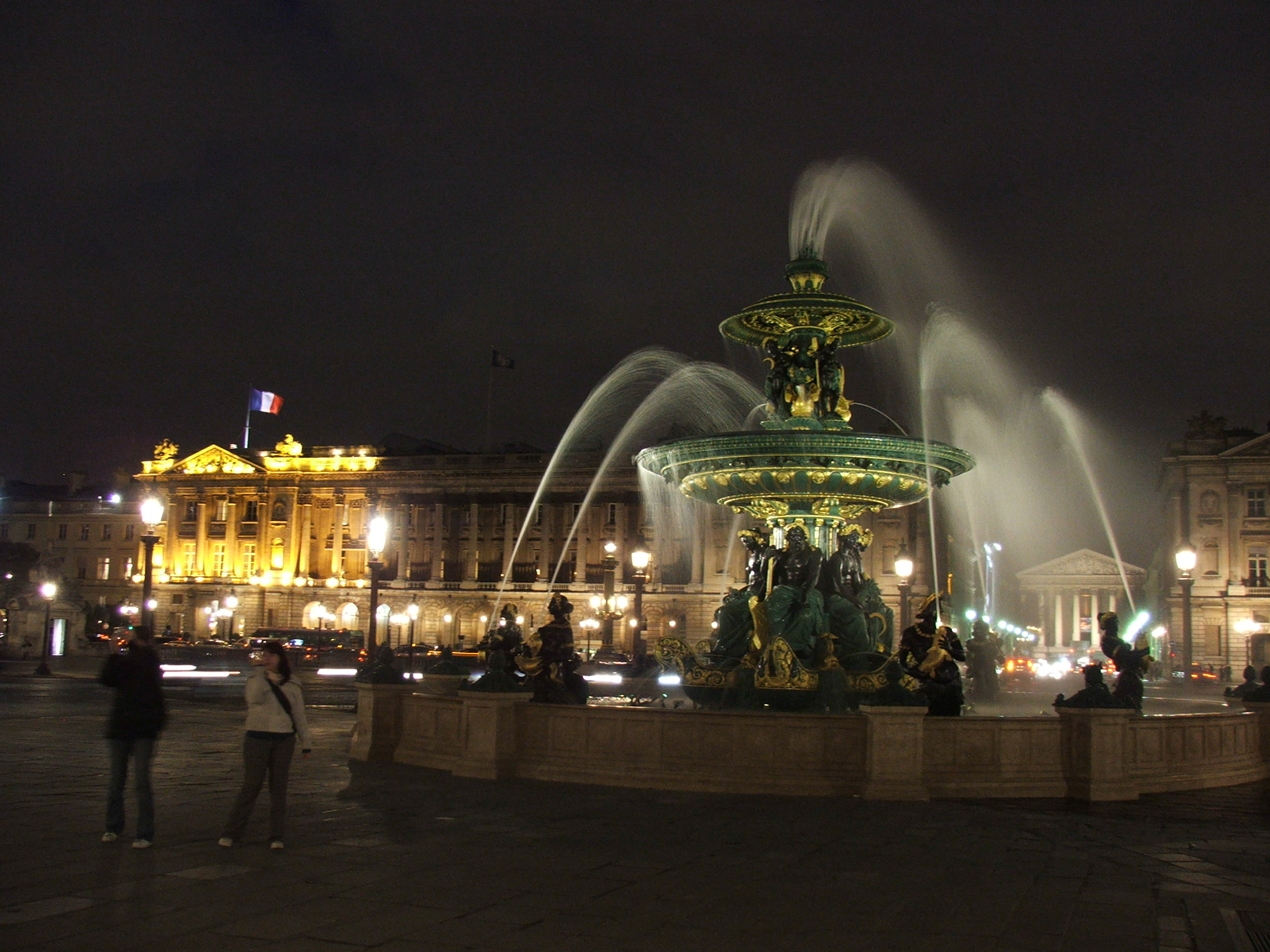
Place de la Concorde, v pozadí vlevo Hotel de Crilon, vpravo La Madeleine

## Pamětihodnosti
Církevní stavby:
- La Madeleine
- Kostel Saint-Augustin
- Chapelle expiatoire
- Kostel Saint-Philippe-du-Roule
- Skotský kostel (The Scots Kirk) – kostel skotské presbyteriánské církve
- Katedrála Saint-Alexandre-Nevsky

Ostatní památky:
- Vítězný oblouk
- Grand Palais
- Obelisk na place de la Concorde
- Palais de l'Élysée
- Petit Palais
- Pont Alexandre III

Muzea a kulturní instituce:
- Musée Jacquemart-André
- Théâtre des Champs-Élysées
- Palais de la découverte – muzeum a vzdělávací centrum, které přibližuje techniku mládeži

Zajímavá prostranství:
- Avenue des Champs-Élysées
- Parc Monceau
- Place de la Concorde

## 8. obvod v kultuře
Ve filmu Paříži, miluji tě je 8. obvodu věnována čtrnáctá povídka Quartier de la Madeleine, kterou režíroval Vincenzo Natali s Elijahem Woodem v hlavní roli.